# Allgemeiner Volkskongress
Der Allgemeine Volkskongress (arabisch المؤتمر الشعبي العام al-Muʾtamar asch-Schaʿbī l-ʿĀmm, DMG al-muʾtamar aš-šaʿbī l-ʿāmm, englisch General People’s Congress; abgekürzt MSA, GPC oder AVK) ist eine politische Partei in der Republik Jemen. Sie ist die Regierungspartei und dominiert zurzeit das politische System des Landes.
Die Partei ist autoritär und nationalistisch geprägt. Ihre offizielle Ideologie ist der arabische Nationalismus, ihr Weg das arabische Einheitsstreben. Gründer der Partei war der ehemalige jemenitische Staatspräsident Ali Abdullah Salih.

## Geschichte
Der Allgemeine Volkskongress war die frühere Einheitspartei in der Jemenitischen Arabischen Republik in Nordjemen. Sie beherrschte dort das Einparteiensystem bis zur Vereinigung mit der Demokratischen Volksrepublik Jemen im Südjemen im Jahr 1990. 1993 trat die Partei zum ersten Mal in einer demokratischen Wahl an. Sie gewann die Wahlen und bildete eine Koalition mit der Jemenitischen Vereinigung für Reformen (Islah). Auch bei den Parlamentswahlen vom April 1997 gewann der Allgemeine Volkskongress die absolute Mehrheit mit 187 Sitzen und konnte dieses Mal ohne die Islah regieren.
Im Februar 2001 konnte die Staatspartei ihre Macht mit einer durch ein Referendum abgesicherte dritte Verfassungsreform stärken. Im Juni 2006 kündigte der Parteivorsitzende Ali Abdullah Salih an, erneut als Präsidentschaftskandidat seiner Partei anzutreten, nachdem dies in – von seiner Partei organisierten – Massendemonstrationen gefordert worden war. Bei den letzten nationalen Parlamentswahlen vom 27. April 2003 gewann die Partei 58 % der Wählerstimmen und erhielt 238 der 301 Parlamentssitze in der Madschlis al-Nuwwāb al-Yamanī, dem jemenitischen Parlament.